# Val-de-Virieu
Val-de-Virieu ist eine französische Gemeinde mit 1.534 Einwohnern (Stand: 1. Januar 2022) im Département Isère in der Region Auvergne-Rhône-Alpes. Sie gehört zum Arrondissement La Tour-du-Pin und zum Kanton Le Grand-Lemps.
Sie entstand als Commune nouvelle mit Wirkung vom 1. Januar 2019 durch die Zusammenlegung der bisherigen Gemeinden Panissage und Virieu, die in der neuen Gemeinde den Status einer Commune déléguée haben. Der Verwaltungssitz befindet sich im Ort Virieu.

## Gliederung
| Ortsteil                 | ehemaliger INSEE-Code | Fläche (km²) | Einwohnerzahl zum 1. Januar 2018 |
| ------------------------ | --------------------- | ------------ | -------------------------------- |
| Virieu (Verwaltungssitz) | 38560                 | 11,38        | 1092                             |
| Panissage                | 38293                 | 04,88        | 0445                             |

## Geographie
Die Gemeinde liegt rund 40 Kilometer nordwestlich von Grenoble im Tal des Flusses Bourbre. Sie verfügt über einen Bahnhof an der Bahnstrecke Lyon–Marseille.
Nachbargemeinden sind Doissin im Nordwesten, Chélieu im Norden, Valencogne im Osten, Villages du Lac de Paladru mit Le Pin im Südosten, Oyeu und Burcin im Süden, Châbons im Südwesten und Blandin im Westen.